# 菊池川

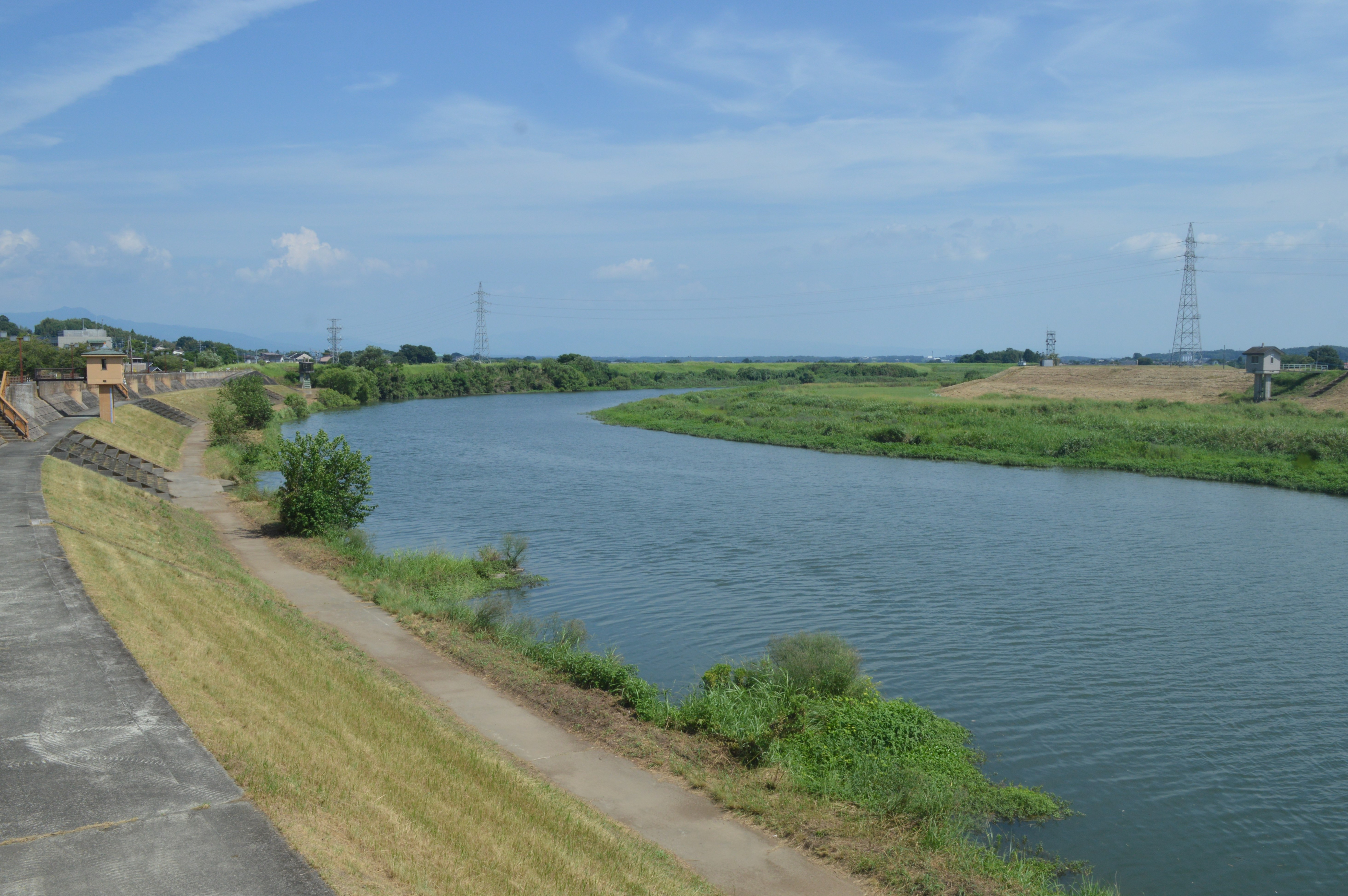
流經山鹿市的菊池川

菊池川（日语：／ Kikuchigawa */?）流經熊本縣北部，為菊池川水系之主流和一級河川。其水源依據環境省標準、指定為名水百選之一。

## 地理
阿蘇外輪山的尾之岳（標高1041m）南麓延伸出去、上流的菊池渓谷西流通過。在和水町北部之南流大部份改道、注入玉名市市街地南部之有明海。河口部份圍成一些玗田。

## 流域的自治體
- 熊本縣

菊池市、山鹿市、玉名郡和水町、玉名市

## 並行之交通
- 主要地方道
  - 熊本縣道・福岡縣道6号玉名立花線
  - 熊本縣道16號玉名山鹿線
  - 熊本縣道45號阿蘇公園菊池線

## 主要橋梁
- 菊池川大橋 - 有國道208号玉名分流道橋。
- 高瀬大橋 - 有國道208號橋。
- 新大濱橋 - 有國道501號橋。

## 主要支流
- 合志川

## 流域的觀光地
- 菊池溪谷
- 玉名温泉

## 外部連結
- 菊池川河川事務所 （页面存档备份，存于）
- るるぶ観光情報　菊池川流域 （页面存档备份，存于）
- 菊池川渓谷